# 东褡裢岛
东褡裢岛位于中国东北地区辽东半岛东侧的黄海中，是长山群岛外长山列岛中的一座岛屿，与西褡裢岛相距仅400米，两岛间有一道连岛沙坝（北岚子）相连，属于辽宁省长海县獐子岛镇褡裢村管辖。

## 地理
东褡裢岛呈西北－东南走向，长1.82千米，最宽处850米，海岸线长6.6千米，陆域面积0.908平方千米，最高点海拔99.8米。1972年，在东、西褡裢岛之间修建了连岛堤坝，铺设水泥混凝土公路，使得两岛连为一体。